# Formica nevadensis
Formica nevadensis är en myrart som beskrevs av Wheeler 1904. Formica nevadensis ingår i släktet Formica och familjen myror. Inga underarter finns listade i Catalogue of Life.

## Bildgalleri

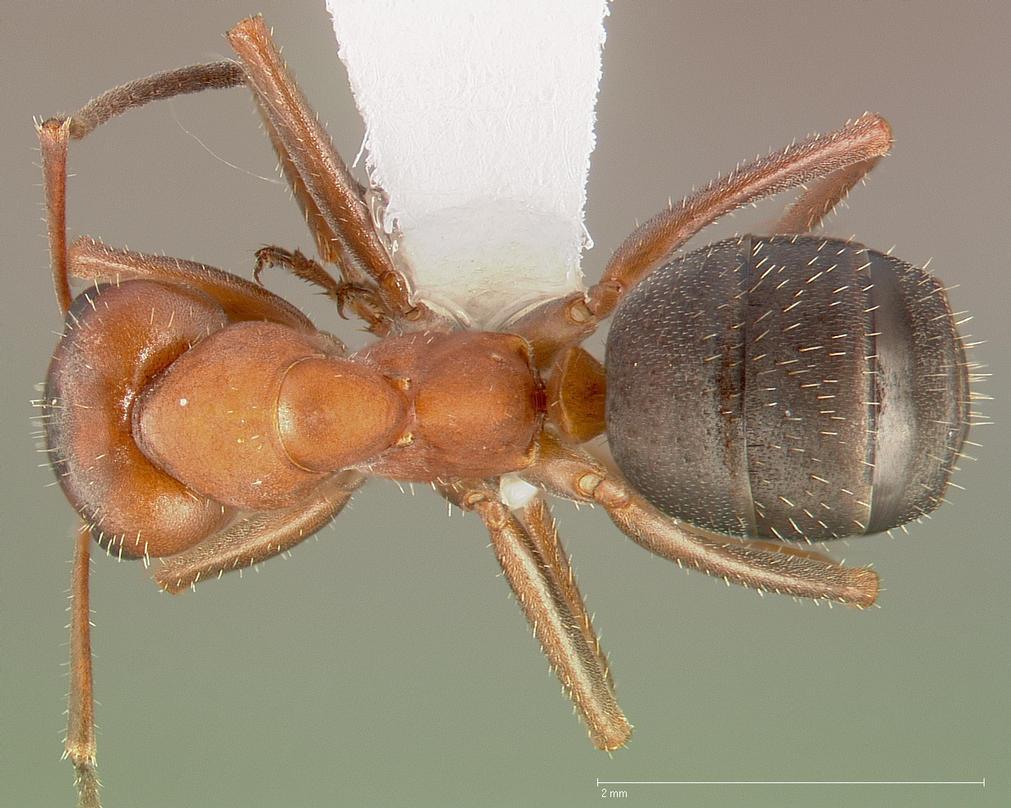
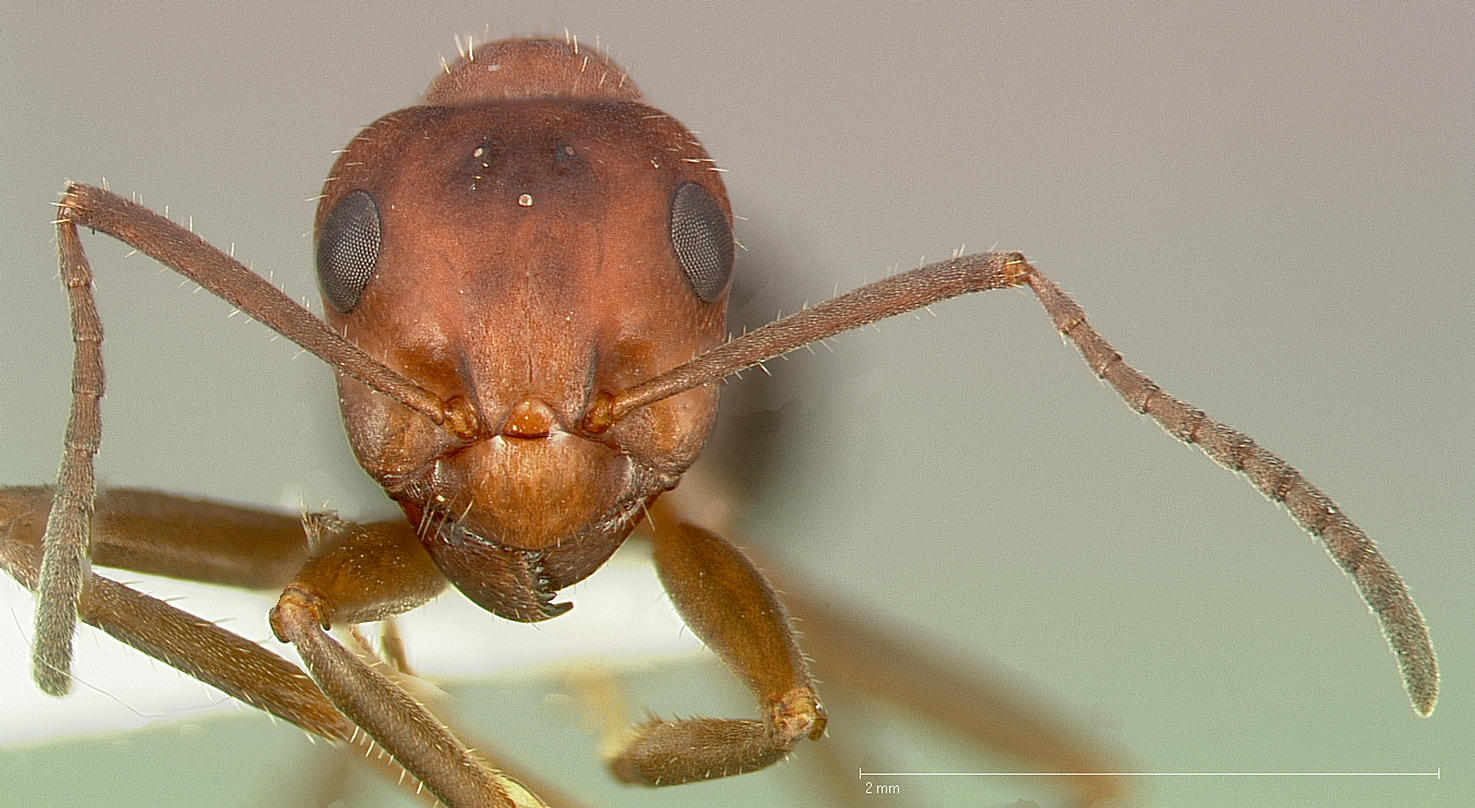
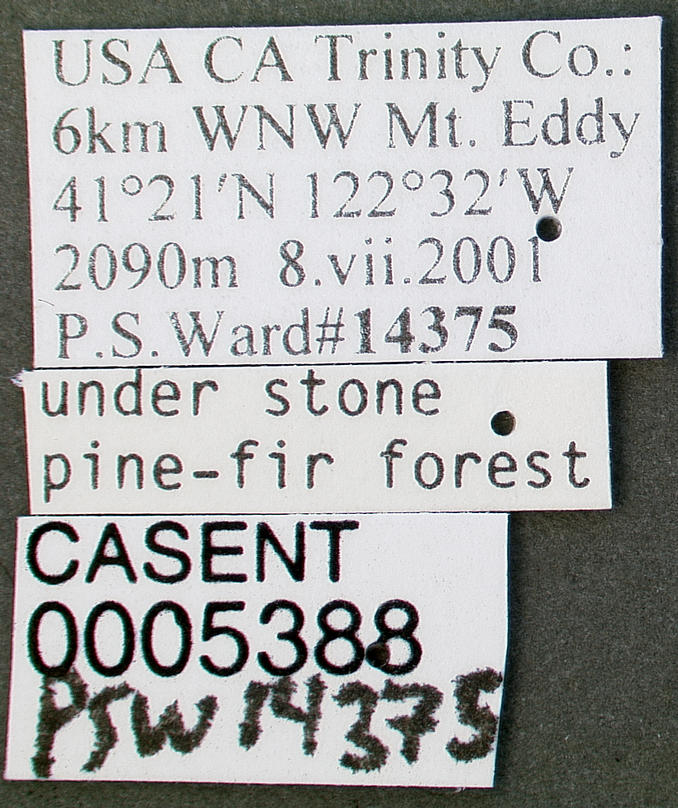
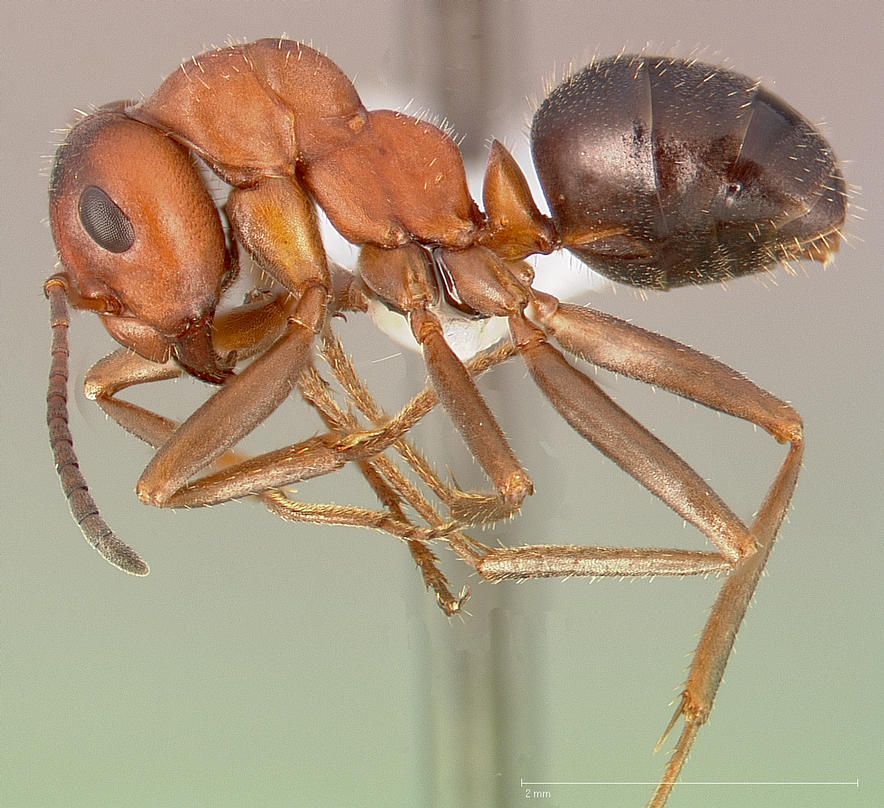